# 4093 Беннетт
4093 Беннетт (4093 Bennett) — астероїд головного поясу, відкритий Робертом Макнотом 4 листопада 1986 року. Названий на честь південноафриканського астронома-любителя Джона Беннетта.
Тіссеранів параметр щодо Юпітера — 3,227.